# Danh sách tập phim trong Star Wars Rebels
Star Wars Rebels là một chương trình hoạt hình 3D kĩ xảo CGI sản xuất bởi Lucasfilm và Lucasfilm Animation. Thời điểm của loạt phim đặt giữa hai phần phim Sự báo thù của người Sith và phần phim Star Wars gốc - Là một thời kì đen tối của Đế quốc thống trị cả thiên hà, Đế quốc đã gửi những phán quan để tìm những Jedi cuối cùng và giết họ. Cũng trong thời gian này, Phe nổi loạn cũng dần được hình thành. Loạt phim bắt đầu được chiếu vào tháng 8 năm 2014 trên kênh Disney Channel. Sau đó, loạt phim được thường xuyên chiếu trên Disney XD. Vào tháng 3 năm 2018, bộ phim chính thức ra mắt tập cuối cùng. Tới ngày 5, tháng 3 năm 2018, tất cả 75 tập phim đã được chiếu.

## Tổng quát
| Mùa | Mùa    | Số tập | Số tập | Phát sóng gốc       | Phát sóng gốc       |
| Mùa | Mùa    | Số tập | Số tập | Phát sóng lần đầu   | Phát sóng lần cuối  |
| --- | ------ | ------ | ------ | ------------------- | ------------------- |
|     | Shorts | 4      | 4      | 11 tháng 8 năm 2014 | 1 tháng 9 năm 2014  |
|     | 1      | 15     | 15     | 3 tháng 10 năm 2014 | 2 tháng 3 năm 2015  |
|     | 2      | 22     | 22     | 20 tháng 6 năm 2015 | 30 tháng 3 năm 2016 |
|     | 3      | 22     | 22     | 24 tháng 9 năm 2016 | 25 tháng 3 năm 2017 |
|     | 4      | 15     | 15     | 27 tháng 9 năm 2017 | 5 tháng 3 năm 2018  |

## Các tập phim

### Tập ngắn (2014)
| TT. | Tiêu đề                                                    | Đạo diễn     | Biên kịch                    | Ngày phát hành gốc      | Mã sản xuất |
| --- | ---------------------------------------------------------- | ------------ | ---------------------------- | ----------------------- | ----------- |
| 1 | "Máy móc trong con tàu Bóng ma (The Machine in the Ghost)" | Dave Filoni  | Greg Weisman                 | 11 tháng 8 năm 2014     | 101A        |
| Một cuộc đụng độ giữa Ghost và chiến đấu cơ TIE của Đế chế, giới thiệu 3 nhân vật Kanan, Hera và Chopper. Sau khi sửa tấm phát khiên của chiếc tàu bởi Chopper, Kanan đã bắn hạ chiếc TIE và tàu Ghost tẩu thoát. |                                                            |              |                              |                         |             |
| 2 | "Tấn công nghệ thuật (Art Attack)"                         | Justin Ridge | Greg Weisman                 | 18 tháng 8 năm 2014     | 101B        |
| Sabine được giao nhiệm vụ đánh lạc hướng lính stormtrooper trên một bến đỗ TIE để tàu Ghost có thể bỏ trồn an toàn. Cô ấy làm sao nhãng bọn chúng và cuối cùng gây ra một vụ nổ giúp chiếc tàu có thể bỏ trốn.    |                                                            |              |                              |                         |             |
| 3 | "Vướng mắc (Entanglement)"                                 | Justin Ridge | Henry Gilroy & Simon Kinberg | 25 tháng 8 năm 2014     | 101C        |
| Zeb đi trên một con đường ở Lothal và hạ được vài tên Stormtrooper để giúp đỡ một người bán hàng đang bị bóc lột.                                                                                                 |                                                            |              |                              |                         |             |
| 4 | "Tài sản của Ezra Bridger (Property of Ezra Bridger)"      | Dave Filoni  | Simon Kinberg                | ngày 1 tháng 9 năm 2014 | 101D        |
| Ezra chứng kiến một trận chiến giữa tàu Ghost và một chiếc chiến đấu cơ TIE trên không. Sau khi chiếc TIE bị bắn hạ, Ezra đã lấy trộm mũ bảo hiếm của tên phi công và hạ gục hắn.                                 |                                                            |              |                              |                         |             |

### Mùa 1 (2014–15)
| TT. tổng thể | TT. trong mùa phim | Tiêu đề                                              | Đạo diễn                                  | Biên kịch                                                                | Ngày phát hành gốc   | Mã sản xuất | Người xem tại Mỹ (triệu) |
| --- | ------------------ | ---------------------------------------------------- | ----------------------------------------- | ------------------------------------------------------------------------ | -------------------- | ----------- | ------------------------ |
| 1–2 | 1–2                | "Tia sáng của cuộc Nổi dậy (Spark of Rebellion)"     | Steward Lee & Steven G. Lee               | Simon Kinberg                                                            | 3 tháng 10 năm 2014  | 102-103     | 2.74                     |
| Ezra Bridger là một đứa trẻ mồ côi đến từ thể giới Lothal của Vùng Ngoài. Cậu vô tình gặp nhóm Ghost gồm: Hera Syndulla, Chopper, Kanan Jarrus, Sabine Wren và Garazeb "Zeb" Orrelios khi ăn trộm thùng hàng súng của Đế Chế. Ezra tìm thấy một thanh gươm ánh sáng và holocron trong phòng của Kannan và ăn trộm nó. Những chiếc súng được bán cho trùm tội phạm Vizago để mua thực phẩm và thông tin tình báo. Đồ ăn được phân phối cho nhiều người tị nạn của hành tinh Lothal còn thông tin cho biết khu trại tập trung của người Wookiees mà Đế Chế bắt giữ. Thực chất đây là một cái bẫy và Ezra bị bắt giữ bởi Đặc vụ Kallus. Ezra mở khối Holocron và thấy được thông điệp của Obi-wan. Nhóm Ghost tới giải cứu Ezra và tới khu trại Wookiees. Trong trận đánh, Kannan rút kiếm của mình ra và tiết lộ mình là một Jedi, cùng với Wookiees họ đánh bại Kallus và lính của hắn. Sau khi Ezra mở được khối Holocron, cậu chứng tỏ được mình có Thần lực và Kannan đề nghị cậu làm học trò của mình. Kallus báo lại với Phán quan về việc đã gặp được một tên Jedi. |                    |                                                      |                                           |                                                                          |                      |             |                          |
| 3 | 3                  | "Droid gặp nạn (Droids in Distress)"                 | Steward Lee                               | Greg Weisman                                                             | 13 tháng 10 năm 2014 | 104         | 1.03                     |
| Phi hành đoàn tàu Ghost ăn trộm thùng hàng cấm của Đế chế và gặp 2 gương mặt người máy quen thuộc, C-3PO và R2-D2. |                    |                                                      |                                           |                                                                          |                      |             |                          |
| 4 | 4                  | "Chuyến bay trong chiến đấu cơ (Fighter Flight)"     | Steven G. Lee                             | Kevin Hopps                                                              | 20, 10, 2014         | 105         | 0.58                     |
| Trên tàu Ghost Ezra và Zeb cãi nhau và vì vậy Hera bắt họ đi mua đồ dự trữ cho cả nhóm. |                    |                                                      |                                           |                                                                          |                      |             |                          |
| 5 | 5                  | "Sư phụ trỗi dậy (Rise of the Old Masters)"          | Steward Lee                               | Henry Gilroy                                                             | 27 tháng 10 năm 2014 | 106         | 0.95                     |
| Ezra bắt đầu tập luyện Jedi nhưng chật vật với việc học cơ bản và Kannan cũng khó khăn trong việc làm thầy. Nhóm Nổi dậy nghe thông tin tình báo ngầm rằng Sư phụ Luminara Unduli vẫn sống sót sau Sắc Lệnh 66 và bị bắt trên hành tinh Stygeon Prime. Nghi ngờ việc mình dạy Ezra, Kannan nghĩ rằng sẽ tốt hơn nếu có một Sư phụ thực thụ dạy Ezra. Họ cùng nhau tới nhà tù để cứu cô. Khi tới được buồng giam, Kannan và Ezra biết rằng cô đã mất và cơ thể còn lại của cô dùng để làm mồi nhử các Jedi còn sống. Họ được cứu bởi Hera trên con tàu Phantom. Biết rằng Ezra không muốn ai khác ngoài Kannan dạy cậu, Kannan tự mình huấn luyện Ezra. |                    |                                                      |                                           |                                                                          |                      |             |                          |
| 6 | 6                  | "Breaking Ranks (Vượt hạng)"                         | Steven G. Lee                             | Greg Weisman                                                             | 3 tháng 11 năm 2014  | 107         | 0.64                     |
| Ezra bí mật đột nhập vào một cơ sở huấn luyện binh sĩ của Đế chế để lấy thông tin về một chuyến vận chuyển đá Kyber. |                    |                                                      |                                           |                                                                          |                      |             |                          |
| 7 | 7                  | "Ra khỏi bóng tối (Out of Darkness)"                 | Steward Lee                               | Kevin Hopps                                                              | 10 tháng 11 năm 2014 | 108         | 0.60                     |
| Ezra và Zeb quên sửa lại con tàu Phantom và làm cho Hera và Sabine gặp rắc rối. |                    |                                                      |                                           |                                                                          |                      |             |                          |
| 8 | 8                  | "Ngày Đế chế (Empire Day)"                           | Steven G. Lee                             | Henry Gilroy                                                             | 17 tháng 11 năm 2014 | 109         | 0.67                     |
| Ezra gặp lại một người bạn cũ của bố mẹ, Tseebo và biết được điều gì đã xảy ra với bố mẹ mình. Trong khi đó, nhóm Ghost bắt đầu chiến dịch phá hỏng ngày Đế chế. |                    |                                                      |                                           |                                                                          |                      |             |                          |
| 9 | 9                  | "Nguồn lực lôi kéo (Gathering Forces)"               | Steward Lee                               | Greg Weisman                                                             | 24 tháng 11 năm 2014 | 110         | 0.66                     |
| Biết rằng Tseebo không cứu được bố mẹ mình, Ezra đổ lỗi cho anh ta về việc phản bội lòng tin của bố mẹ mình. Sau cuộc rượt đuổi với Phán quan, Ezra tha thứ cho Tseebo về việc đó. |                    |                                                      |                                           |                                                                          |                      |             |                          |
| 10 | 10                 | "Con đường của một Jedi (Path of the Jedi)"          | Dave Filoni                               | Charles Murray                                                           | 5 tháng 1 năm 2015   | 111         | 0.57                     |
| Lo lắng về việc Ezra sử dụng mặt tối để đánh bại Phán quan, Kannan đưa cậu đến một đền Jedi bí mật trên Lothal. |                    |                                                      |                                           |                                                                          |                      |             |                          |
| 11 | 11                 | "Cách sắp hàng của tên ngốc (Idiot's Array)"         | Steward Lee                               | Kevin Hopps                                                              | 19 tháng 11 năm 2015 | 112         | 0.53                     |
| Zeb và Kannan thua trận cá cược và phải trả Chopper cho Lando, một tên buôn lậu. Phi hành đoàn tàu Ghost buộc phải thực hiện một thỏa thuận nguy hiểm để lấy lại Chop. Sau đó, Lando thay vào đó bán Hera cho tên trùm buôn lậu Azmorigan để đổi lấy lợn phồng, loài thú có cái mũi cực thính để tìm kim loại quý. Hera phải chạy trốn trên tàu thoát hiểm. Thấy xấu hổ, Azmorigan cùng đồng bọn đuổi theo nhóm Ghost đến hành tinh Lothal. Cả nhóm đánh bại băng đản và Lando trả thùng nguyên liệu như tiền công. |                    |                                                      |                                           |                                                                          |                      |             |                          |
| 12 | 12                 | "Tầm nhìn hi vọng (Vision of Hope)"                  | Steven G. Lee                             | Henry Gilroy                                                             | 2 tháng 2 năm 2015   | 113         | 0.71                     |
| Trong khi đang tập luyện gươm ánh sáng, Ezra thấy được một tầm nhìn tương lai về Trayvis - người biết số phận của bố mẹ cậu. Họ cùng nhau thực hiện kế hoạch giải cứu Trayvis. |                    |                                                      |                                           |                                                                          |                      |             |                          |
| 13 | 13                 | "Tiếng nói hành động (Call to Action)"               | Steward Lee                               | Greg Weisman & Simon Kinberg                                             | 9 tháng 2 năm 2015   | 114         | 0.60                     |
| Grand Moff Tarkin tới thăm Lothal. Sau khi biết rằng Trayvis thực chất là gián điệp, nhóm "Ghost" cùng nhau truyền một thông điệp tự do cho các thế giới khác qua một tháp truyền tin. Sau kế hoạch, Kannan bị bắt và tháp truyền tin bị Đế chế hủy diệt. Tuy nhiên trước khi tháp bị bắn hạ, Ezra đã kịp đọc thông điệp đến mọi người. |                    |                                                      |                                           |                                                                          |                      |             |                          |
| 14 | 14                 | "Quyết định Nổi dậy (Rebels Resolve)"                | Justin Ridge                              | Charles Murray & Henry Gilroy                                            | 23 tháng 2 năm 2015  | 115         | 0.55                     |
| Sau khi thất bại trong việc tìm Kannan, Ezra buộc phải tìm đến Vizago để lấy thông tin. |                    |                                                      |                                           |                                                                          |                      |             |                          |
| 15 | 15                 | "Ngọn lửa vụt qua thiên hà (Fire Across the Galaxy)" | Dave Filoni                               | Simon Kinberg                                                            | 2 tháng 3 năm 2015   | 116         | 0.72                     |
| Phi hành đoàn tàu Ghost ăn trộm một con tàu của Đế chế và bắt đầu chiến dịch giải cứu Kannan. |                    |                                                      |                                           |                                                                          |                      |             |                          |
| TBA | TBA                | "Đặc biệt: Hướng dẫn cuối cùng (The Ultimate Guide)" | Dave Filoni, Steward Lee và Steven G. Lee | Henry Gilroy, Kevin Hopps, Simon Kinberg, Charles Murray và Greg Weisman | 4 tháng 5 năm 2015   | TBA         | TBD                      |
| Tập phim đặc biệt giới thiệu lại ngắn gọn các sự kiện trong Mùa thứ nhất, dưới lời kể tâm sự của Kanan. |                    |                                                      |                                           |                                                                          |                      |             |                          |

### Mùa 2 (2015–16)
| TT. tổng thể | TT. trong mùa phim | Tiêu đề                                                     | Đạo diễn                  | Biên kịch                                     | Ngày phát hành gốc   | Mã sản xuất | Người xem tại U.S. (triệu) |
| --- | ------------------ | ----------------------------------------------------------- | ------------------------- | --------------------------------------------- | -------------------- | ----------- | -------------------------- |
| 16–17 | 1–2                | "Cuộc vây hãm ở Lothal (The Siege of Lothal)"               | Bosco Ng & Brad Rau       | Henry Gilroy                                  | 20 tháng 6 năm 2015  | 201–202     | 0.59                       |
| Darth Vader đề xuất một kế hoạch để bắt phiến quân phải ra mặt: Bao vây toàn bộ Lothal và lùng sục phiến quân ở mọi nơi. Trong khi đó, Kanan cùng với nhóm của mình tham gia quân đội kháng chiến, được lãnh đạo bới Chỉ huy Sato. |                    |                                                             |                           |                                               |                      |             |                            |
| 18 | 3                  | "The Lost Commanders"                                       | Dave Filoni & Sergio Paez | Matt Michnovetz                               | 14 tháng 10 năm 2015 | 203         | 0.46                       |
| Sau khi đối mặt với Darth Vader, phiến quân Phoenix chịu tổn thất nặng nề và cần một tướng quân về hưu nhiều kinh nghiệm để dẫn dắt và tìm một căn cứ mới. Kanan và nhóm Bóng ma, theo lời của Ahsoka Tano, đến hành tinh Seelos để tìm 3 người lính vô tính bị mất tích trong Cuộc chiến Nhân bản trước đây và mời họ tham gia phe Nổi loạn. Họ có mật danh là Rex, Gregor và Wolffe. |                    |                                                             |                           |                                               |                      |             |                            |
| 19 | 4                  | "Tàn dư của Cộng hòa cũ (Relics of the Old Republic)"       | Bosco Ng                  | Steven Melching                               | 21 tháng 10 năm 2015 | 204         | 0.54                       |
| Đế chế lần ra phiến quân ở hành tinh Seelos và bắt đầu một cuộc tấn công lên họ. Những người lính vô tính phối hợp với nhóm Bóng Ma để chiến đấu với chúng. Trong khi đó, Fifth Brother - phán quan mới được Darth Vader cử đến tàu của Đố đốc Konstantine. Khách mời: Ashley Eckstein vai Ahsoka Tano, Dee Bradley Baker vai CC-3636, CC-5576-39, Rex. |                    |                                                             |                           |                                               |                      |             |                            |
| 20 | 5                  | "Luôn có hai (Always Two There Are)"                        | Brad Rau                  | Kevin Hopps                                   | 28 tháng 10 năm 2015 | 205         | 0.54                       |
| Zeb, Sabine, và Chopper, với Ezra cùng nhau đi làm một nhiệm vụ để lấy đồ bảo hộ trên một trạm không gian bỏ hoang và gặp 2 Phán quan mới. Seventh Siter, là một trong 2 Phán quan, bắt được Ezra và tra khảo cậu về Ahsoka Tano. Đồng thời Sabine cũng bị bắt bởi Fifth Brother. Zeb và Chopper kịp thời cứu họ và tất cả đều trốn thoát lành lặn về căn cứ, Ezra sau đó nói với Kanan về đám phán quan mới này. Khách mời: Sarah Michelle Gellar vai Seventh Sister, Dee Bradley Baker vai Rex. |                    |                                                             |                           |                                               |                      |             |                            |
| 21 | 6                  | "Anh em trên tàu Broken Horn (Brothers of the Broken Horn)" | Saul Ruiz                 | Bill Wolkoff                                  | 4 tháng 11 năm 2015  | 206         | 0.55                       |
| Ezra nhận được tín hiệu cầu cứu của Vizago và quyết định tới đó cùng với Chopper kiểm tra. Cậu đã gặp một tên không tặc có tên Hondo Ohnaka và tham gia vào một vụ cướp với hắn. Khách mời: Dee Bradley Baker vai Rex. |                    |                                                             |                           |                                               |                      |             |                            |
| 22 | 7                  | "Đôi cánh của sư phụ (Wings of the Master)"                 | Dave Filoni & Sergio Paez | Steven Melching                               | 11 tháng 11 năm 2015 | 207         | 0.55                       |
| Phi đội Phoenix cần một con tàu mới có thể phá được vòng vây của Đế Chế, Hera quyết định đi lấy con tàu và chiêu mộ người sáng tạo nó. Khách mời: Dee Bradley Baker vai Rex. |                    |                                                             |                           |                                               |                      |             |                            |
| 23 | 8                  | "Chị em ruột (Blood Sisters)"                               | Bosco Ng                  | Kevin Hopps                                   | 18 tháng 11 năm 2015 | 208         | 0.47                       |
| Sabine gặp lại người bạn cũ đã từng chiến đấu với cô trước đây, Ketsu Onyo. Họ cố gắng thoát khỏi vòng vây của Đế chế. |                    |                                                             |                           |                                               |                      |             |                            |
| 24 | 9                  | "Đòn đánh tàng hình (Stealth Strike)"                       | Brad Rau                  | Matt Michnovetz                               | 25 tháng 11 năm 2015 | 209         | 0.55                       |
| Ezra và Chỉ huy Sato bị bắt bởi một con tàu mới triển khai của Đế Chế. Khách mời: Dee Bradley Baker vai Rex. |                    |                                                             |                           |                                               |                      |             |                            |
| 25 | 10                 | "Tương lai của Thần lực (The Future of the Force)"          | Saul Ruiz                 | Bill Wolkoff                                  | 2 tháng 12 năm 2015  | 210         | 0.49                       |
| Ahsoka tiếp tục truy tìm tung tích của Darth Vader và lũ Phán quan, trong khi chúng đang thực hiện nhiệm vụ bắt cóc những em bé có thần lực. Khách mời: Ashley Eckstein vai Ahsoka Tano |                    |                                                             |                           |                                               |                      |             |                            |
| 26 | 11                 | "Di sản (Legacy)"                                           | Mel Zwyer                 | Henry Gilroy                                  | 9 tháng 12 năm 2015  | 211         | 0.55                       |
| Ezra mơ thấy một giấc mơ kì lạ nơi mà cậu gặp lại bố mẹ mình, cùng với hình ảnh một người đàn ông bí ẩn có tên là Tù nhân số X-10 (tên thât là Ryder Azadi). Ezra kể về giấc mơ cho Kanan và Hera và cho rằng có thể bố mẹ cậu đang còn sống. Họ quyết định quay về Lothal để tìm câu trả lời và thoát khỏi vòng vây của Đế chế cùng lũ Phán Quan khi chúng phát hiện ra căn cứ phiến quân tại Garel. Khách mời: Dee Bradley Baker as Captain Rex. |                    |                                                             |                           |                                               |                      |             |                            |
| 27 | 12                 | "Công chúa ở Lothal (A Princess on Lothal)"                 | Bosco Ng                  | Steven Melching                               | 20 tháng 1 năm 2016  | 212         | 0.60                       |
| Trong khi Ezra đang thất vọng vì tin buồn về cái chết của cha mẹ mình, quân nổi loạn bàn kế hoạch với thượng nghị sĩ Bail Organa về việc giải cứu ba chiếc tàu chiến bị tàu Đế Chế vây hãm. Thượng nghị sĩ phái một gián điệp đến giám sát nhiệm vụ: con gái của ông ta, Công chúa Leia. Leia gặp Kanan, Ezra và bàn kế hoạch lấy lại ba con tàu mà không làm lộ thông tin về tiếp viện từ Alderaan. Họ gặp Ryder và các thành viên còn lại của nhóm Ghost, cùng bí mật thực hiện kế hoạch. Khách mời: Julie Dolan as Leia Organa |                    |                                                             |                           |                                               |                      |             |                            |
| 28 | 13                 | "Người bảo vệ Concard Dawn (The Protector of Concord Dawn)" | Brad Rau                  | Henry Gilroy & Kevin Hopps                    | 27 tháng 1 năm 2016  | 213         | 0.48                       |
| Đế chế thắt chặt an ninh xung quanh Lothal, quân nổi loạn tìm một nơi mới để lẩn trốn. Hera và Sabine đến hành tinh Concord Dawn, để yêu cầu vận chuyển hàng hoá an toàn từ những Người bảo vệ, một tổ chức người Mandalore kiểm soát hành tinh này. Nhưng họ cũng biết được những Người bảo vệ đã tham gia Đế Chế và bất ngờ bị phản kích. Họ đã thoát được nhưng Hera thì đã bị trọng thương. Kanan và Sabine quay lại Concord Dawn, nhưng trong khi Kanan muốn đàm phán với những Người bảo vệ thì Sabine lại muốn trả thù họ cho Hera. Kanan còn phát hiện ra người đứng đầu tổ chức, Fenn Rau đã bị mua chuộc bởi Đế Chế, nhưng cũng biết được rằng Fenn Rau còn là ân nhân cứu mạng mình trong Chiến tranh vô tính. Họ cố gắng thuyết phục ông ta giúp quân nổi loạn. Khách mời: Dee Bradley Baker as Captain Rex. |                    |                                                             |                           |                                               |                      |             |                            |
| 29 | 14                 | "Huyền thoại người Lasat (Legends of the Lasat)"            | Saul Ruiz                 | Matt Michnovetz                               | 3 tháng 2 năm 2016   | 214         | 0.56                       |
| Following a tip from Hondo, the Ghost crew rescues a pair of Lasats from Imperial custody: Chava the Wise and Gron, who both recognize Zeb as Captain of the Lasan Honor Guard. Chava and Gron explain that they are searching for the mythical world of Liresan where the surviving Lasats can find refuge. However, Zeb is reluctant to help due to his guilt over failing to protect Lasan from the Empire. With some encouragement from Ezra, Zeb transforms his Bo-Rifle into its true form and combines it with Chava's staff, revealing Liresan's location in uncharted Wild Space. However, they find their way blocked by a dense cluster of black holes while Agent Kallus pursues them. Trusting in Chava's wisdom, Zeb uses the energy from his Bo-Rifle to create a protective field around the Ghost, allowing it to navigate the black hole cluster safely. On the other side, they find the world of Liresan, which is the true home planet of the Lasats. After dropping off Chava and Gron, Zeb decides to stay on the Ghost in order to find more Lasat survivors to guide back to Liresan. |                    |                                                             |                           |                                               |                      |             |                            |
| 30 | 15                 | "Tiếng gọi (The Call)"                                      | Mel Zwyer                 | Bill Wolkoff                                  | 10 tháng 2 năm 2016  | 215         | 0.59                       |
| The Ghost crew is on a mission to capture a fuel shipment from the Mining Guild to the Empire, in order to restock the Rebel fleet's own dwindling supplies. While travelling to the Guild's asteroid refinery, the Ghost encounters a flock of Purrgil, space-travelling creatures whom Hera considers dangerous. However, Ezra manages to establish contact with them through the Force and learns that his crew and the Purrgil actually pursue the same basic goal, if for slightly differing priorities. Upon reaching the Mining Guild base, the crew finds the Mining Guild attempting to exterminate the Purrgil. Kanan decides to raid the base, steal the shipment, and then destroy the base by igniting the rest of the fuel. However, Ezra stops him as he realizes the Purrgil also need the fuel. When it appears the Mining Guild forces will overwhelm the crew, the Purrgil arrive and attack the Mining Guild, giving the crew the time they need to escape with the fuel. As the Ghost flies away, the crew witnesses the Purrgil going into hyperspace, confirming the rumor that they are a migratory species. |                    |                                                             |                           |                                               |                      |             |                            |
| 31 | 16                 | "Về nhà (Homecoming)"                                       | Bosco Ng                  | Steven Melching                               | 17 tháng 2 năm 2016  | 216         | 0.51                       |
| In order to provide a safe shelter for their fighters, the Rebels plan to capture an Imperial carrier currently stationed above Ryloth, Hera's home planet. In order to pull the mission off, the Ghost crew contacts Hera's father, the famed Twi'lek resistance fighter Cham Syndulla. However, Cham desires to destroy the carrier as a demonstration of power, and only grudgingly agrees to capture it. Hera later tells Ezra that she and her father are not on the best of terms, as Hera believes Cham is obsessed with the Twi'lek Resistance while Cham believes Hera's faith in the Rebellion is misguided. Piloting a captured TIE Bomber, Hera successfully infiltrates the crew and Cham's team into the carrier, but Cham's team betrays them and moves to destroy the carrier. Ezra uses a Jedi mind trick on the captain to have the crew abandon ship while Zeb and Sabine subdue Cham's men. Hera manages to convince Cham to help her, and they destroy a pursuing Imperial cruiser, achieving the demonstration Cham wanted. After adding the carrier to the Rebel fleet, Hera and Cham reconcile their relationship before parting ways. |                    |                                                             |                           |                                               |                      |             |                            |
| 32 | 17                 | "Người danh dự (The Honorable Ones)"                        | Brad Rau                  | Kevin Hopps                                   | 24 tháng 2 năm 2016  | 217         | 0.56                       |
| The Ghost crew receives a tip about Imperial activity around the planet Geonosis and go to investigate only to find the planet completely devoid of life and evidence of a large weapon having been constructed in orbit. When the crew boards one of the abandoned construction modules, they are ambushed by Agent Kallus. Most of the crew is able to escape back to the ship, but Zeb is forced to take an escape pod. Kallus pursues Zeb into the pod, which gets damaged during their struggle and the pair crash land on one of Geonosis' icy moons. Kallus' leg is injured in the crash, and he and Zeb are forced to work together to survive by fending off hostile monsters and climbing out of the cave they are trapped in. During this, Kallus admits to Zeb that he respects Lasats as warriors, though he has a dislike of them due to his first squad being wiped out by a Lasat. He also reveals he was forced to give the execution orders on Lasan and did not agree with the Empire's decision to exterminate the Lasats. Upon reaching the surface, they activate their emergency transponder. The Ghost arrives to rescue Zeb shortly after. Kallus wishes to take his chances and wait for Imperial rescue rather than be a Rebel prisoner, and both he and Zeb part ways with a newfound respect for each other. Returning to his Star Destroyer, Kallus is greeted rather coldly, even by Imperial standards, and the episode concludes with him sitting in his quarters, deep in thought. Khách mời: Dee Bradley Baker as Captain Rex. |                    |                                                             |                           |                                               |                      |             |                            |
| 33 | 18                 | "Bức màn bóng tối (Shroud Of Darkness)"                     | Saul Ruiz                 | Henry Gilroy                                  | 2 tháng 3 năm 2016   | 218         | 0.68                       |
| Ezra and Kanan, after facing off with the Inquisitors again, decide it is not safe for them to be around the Rebels while they are being targeted by the Empire, and decide to get advice from Ahsoka. On her advice, the three set out for the Jedi Temple on Lothal, where each have a separate vision; Ezra, of Master Yoda, Kanan, of the Temple Guard who is testing him, and Ahsoka, of Anakin/Vader. As the Inquisitors track the group to the temple and force their way inside, Ezra is told by Yoda to "find Malachor", Kanan is warned by the Guard, who reveals himself as the former Grand Inquisitor, to beware Ezra's temptation of the Dark Side, dubbing Kanan the official rank of Jedi Knight, a rank he was never able to achieve due to the execution of Order 66 and the extermination of the Jedi Order. During her vision, Ahsoka faces her guilt over not being present during the fall of the Jedi, while also accepting the fact that her former master, Anakin Skywalker, has become the Sith Lord Darth Vader. The three escape as the shades of the Temple Guards hold off the Inquisitors. Vader and the Empire's forces arrive at the Temple, as Ahsoka informs Ezra that Malachor is not a person, but a place. Khách mời: James Earl Jones as Darth Vader, Ashley Eckstein as Ahsoka Tano, Matt Lanter as Anakin Skywalker, Frank Oz as Yoda. |                    |                                                             |                           |                                               |                      |             |                            |
| 34 | 19                 | "Droid bị quên lãng (The Forgotten Droid)"                  | Mel Zwyer                 | Matt Michnovetz                               | 16 tháng 3 năm 2016  | 219         | 0.58                       |
| While on a Ghost crew mission to steal fuel, Chopper steals a replacement strut for his original leg. Chopper is separated from the Ghost crew and finds himself stranded on an Imperial freighter. He is eventually discovered by the ship's inventory droid, AP-5, but does not report him upon finding out that Chopper is a veteran of the Clone Wars, just like him. AP-5 complains to Chopper that the Empire does not appreciate his previous role as a strategist, and the freighter crew constantly mistreats him. Chopper removes AP-5's restraining bolt, and the two work together to trap the crew in the cargo hold and detach it from the ship. Chopper makes contact with the Ghost, and AP-5 warns them that the Empire knows their destination and has set up a trap. AP-5 is shot by the freighter captain as he transmits new coordinates, but the Ghost crew manages to repair him by using parts from the leg Chopper stole. Khách mời: Dee Bradley Baker as Captain Rex. |                    |                                                             |                           |                                               |                      |             |                            |
| 35 | 20                 | "Bí ẩn căn cứ Chopper (The Mystery of Chopper Base)"        | Bosco Ng                  | Steven Melching                               | 23 tháng 3 năm 2016  | 220         | 0.53                       |
| After finally finding a planet that is safe from the Empire, the Rebel fleet lands to set up their base. However, one of their scouts goes missing after setting up a sensor beacon. Sabine and Rex go to investigate when they are attacked by a swarm of Krykna spiders. Sabine is rescued by the Ghost crew, but Rex is captured by the spiders. The crew follows them and rescues Rex, but cannot escape upon finding that the spiders have trapped the Ghost with a web. Sabine discovers that the spiders cannot go near the sensor beacons they had set up, and uses one to ward them away while the rest of the crew cuts the web and escapes. Back at the base, instead of abandoning the planet, the Rebels use their sensor beacons as a makeshift barrier to keep the spiders away. Ezra, Kanan, and Ahsoka decide to head for Malachor to find a way to deal with the Inquisitors. Khách mời: Ashley Eckstein as Ahsoka Tano, Dee Bradley Baker as Captain Rex. |                    |                                                             |                           |                                               |                      |             |                            |
| 36–37 | 21–22              | "Chạng vạng của người học trò (Twilight of the Apprentice)" | Dave Filoni               | Dave Filoni & Simon Kinberg & Steven Melching | 30 tháng 3 năm 2016  | 221–222     | 0.69                       |
| Ahsoka, Ezra, Kanan and Chopper arrive on Malachor – a Sith world long forbidden to the Jedi – in search of knowledge, discovering a cavern containing a Sith Temple amid the site of an ancient battlefield between Sith and Jedi who used cross guard lightsabers. They soon are attacked by a new Inquisitor, the Eighth Brother, who is hunting a mysterious hermit calling himself "Old Master." When Ezra encounters the hermit, he reveals himself to be Maul and offers to help Ezra get into the Temple, aiding him in recovering a Sith holocron. When the other Inquisitors arrive and alert Darth Vader of their presence, Ezra convinces the group to work together in spite of Kanan's fears that Maul is corrupting his student, allowing them to finally kill the three Inquisitors. However, Maul soon betrays the group and blinds Kanan with his lightsaber, revealing his true intentions of making Ezra his apprentice. Although sightless, Kanan dons the mask of a fallen Jedi Temple Guard and manages to throw Maul from the top of the temple. Ahsoka finally faces Darth Vader – who has cornered Ezra and destroyed his lightsaber – and comes to terms with his identity as Anakin Skywalker as she engages him in a duel, while Kanan and Ezra remove the Sith Holocron. Unable to abandon her old Master, Ahsoka stays within the crumbling temple and stalls Vader while Ezra, Kanan, and Chopper flee the planet and reunite with the Ghost crew. Maul flees Malachor while Vader, who survived the destruction of the temple, walks away as a convor watches from above. As the Ghost crew tries to cope with their losses, Ezra continues to meditate on the Sith Holocron and finally succeeds in opening it. Khách mời: James Earl Jones as Darth Vader, Ashley Eckstein as Ahsoka Tano, Sam Witwer as Maul, Matt Lanter as Anakin Skywalker, Dee Bradley Baker as Captain Rex. |                    |                                                             |                           |                                               |                      |             |                            |

### Mùa 3 (2016-2017)
| TT. tổng thể | TT. trong mùa phim | Tiêu đề                                                          | Đạo diễn               | Biên kịch                         | Ngày phát hành gốc   | Mã sản xuất | Người xem tại U.S. (triệu) |
| --- | ------------------ | ---------------------------------------------------------------- | ---------------------- | --------------------------------- | -------------------- | ----------- | -------------------------- |
| 38–39 | 1–2                | "Bước vào bóng tối (Steps Into Shadow)"                          | Bosco Ng and Mel Zwyer | Steven Melching & Matt Michnovetz | 24 tháng 9 năm 2016  | 301–302     | 0.56                       |
| Sáu tháng sau sự kiện trong mùa trước, Ezra dẫn dắt một nhiệm vụ giải cứu Hondo Ohnaka và cho thấy khả năng Thần lực cậu mới học được từ khối Holocron của người Sith. Tình báo của Hondo giúp hạm đội Phoenix tìm thấy vài chiếc Y-wing sắp bị hủy của Đế Chế. Kanan, trong khi đó, đang chật vật với việc mình bị mù. Anh phát hiện ra rằng Ezra đã sử dụng khôi holocron và ngăn cản cậu, trước khi đi theo một tiếng gọi bí ẩn trong vùng hoang dã của Atollon bởi một giọn nói bí ẩn thực chất là Bendu, (Tom Baker) một sinh vật sử dụng Thần lực không phải là Jedi hay Sith. Trong khi đó, Thống đốc Pryce quyết định rằng việc phá hủy mạng lưới quân Nổi Dậy đang hình thành cần có trách nghiệm và đề nghị lấy Hạm đội 7, với thủ lĩnh là Đại đô đốc Thrawn (Lars Mikkelsen). Bendu giúp Kanan nhận ra rằng Thần lực có thể cho anh khả năng để nhìn, và sau khi thấy Ezra gặp nguy hiểm, Kanan rời đi và giúp Ezra, để lại khối Holocron cho Bendu. Quân Nổi dậy lấy được hầu hết số tàu chiến đấu nhưng làm mất con tàu Phantom sau khi Ezra để nó rơi xuống hành tinh Reklam, và sau khi tàu Ghost và một số tàu khác tới cứu họ sau khi Thrawn cho họ chạy trốn rằng mục tiêu của Đại đô đốc còn lớn hơn nhiều. Ezra bị giáng chức, nhưng thấy rất vui vì Kanan đã trở lại. |                    |                                                                  |                        |                                   |                      |             |                            |
| 40 | 3                  | "Holocron số phận (The Holocrons of Fate)"                       | Steward Lee            | Henry Gilroy                      | 1 tháng 10 năm 2016  | 303         | 0.41                       |
| Kanan Jarrus, Ezra Bridger, and some rebel soldiers are about to dock on to another rebel cruiser. That cruiser is seen to be damaged so they board to investigate. There is a soldier laying on the ground who claims that a "red blade" cut him and was forced to give up the Ghost crew's location. They contact Hera only to find out that Maul has already captured them. Kanan and Ezra agree to give Maul both the Sith and Jedi Holocrons. If not, the rest of the crew of the Ghost will die. Kanan and Ezra return to the Bendu to retrieve the Sith holocron. The Bendu firsts tests Kanan and Ezra by having them navigate a spider infested cave. Kanan teaches Ezra to be able to move among the spiders without alerting them and retrieve the holocron. The Bendu then warns the pair that if the Jedi and Sith holocrons are combined, they would be able to grant the wielder immeasurable knowledge, but at a price. Kanan and Ezra then meet with Maul. Kanan rescues the Ghost crew while Maul combines the Holocrons with Ezra. Kanan manages to interrupt the process. Maul flees, now knowledgeable that someone is still alive. Ezra receives visions of various locations, including "twin suns", but cannot make sense of them, and Kanan assures him they will find the answers. |                    |                                                                  |                        |                                   |                      |             |                            |
| 41 | 4                  | "Giải cứu Antilles (The Antilles Extraction)"                    | Saul Ruiz              | Gary Whitta                       | 8 tháng 10 năm 2016  | 304         | 0.51                       |
| The Rebellion begins suffering heavy casualties due to Imperial ambushes on their convoys, and they risk running out of pilots. Fortunately, they receive a tip from a new "Fulcrum" that several Imperial cadets at Skystrike Academy are willing to defect. Sabine is selected to infiltrate the academy and she meets and befriends a fellow cadet named Wedge Antilles (Nathan Kress). Ezra and Kanan wait in space with a transport ready to evacuate Sabine once she finds the defectors. Meanwhile, Governor Pryce and Agent Kallus arrive at the academy to root out the defectors. Sabine figures out Wedge is one of the defectors, and assures him that she will get him and his friends Hobbie and Rake to the Rebellion. Pryce then organizes a trap by arranging a training flight in space. Sabine and Wedge take the bait, only to find out their fighters have been sabotaged. Sabine, Wedge, and Hobbie are captured and Rake is killed while Ezra and Kanan are forced to retreat. Pryce attempts to interrogate Sabine, but Sabine manages to knock her out and escape, freeing Wedge and Hobbie as well. Kallus secretly provides assistance to Sabine in order to repay his debt to Zeb. Sabine and Wedge manage to steal a TIE Bomber, rendezvous with Ezra, and return to the Rebel base safely. |                    |                                                                  |                        |                                   |                      |             |                            |
| 42 | 5                  | "Người hùng của Hera (Hera's Heroes)"                            | Mel Zwyer              | Nicole Dubuc                      | 15 tháng 10 năm 2016 | 305         | 0.40                       |
| The Ghost crew makes a supply run to the Twi'lek resistance on Ryloth, only to find out from Cham that under Thrawn's leadership, the Imperials have begun to seize the upper hand, and have captured their home and converted it into their headquarters. This also means that their "kalikori", an important family heirloom, is in Imperial hands as well. Determined to retrieve her kalikori, Hera decides to return to her home and infiltrate the Imperial headquarters. She and Ezra sneak into the base while the rest of the crew and Cham distract the Imperial patrols. However, Thrawn predicts Hera's actions and captures her and Ezra, and decides to keep her kalikori for himself. He then arranges a deal with Cham where Hera and Ezra's lives will be spared if Cham turns himself in. However, with Chopper's help, Hera creates a distraction by destroying her home and the Imperial HQ with explosives and everybody escapes on the Ghost. Meanwhile, Thrawn observes the entire event, and impressed with Hera's ingenuity, decides to let the rebels escape. Back on the Ghost, Hera reassures her crew that even though she wasn't able to recover her kalikori, the most important thing is that she's back with her family and friends. |                    |                                                                  |                        |                                   |                      |             |                            |
| 43 | 6                  | "Trận chiến cuối cùng (The Last Battle)"                         | Bosco Ng               | Brent Friedman                    | 22 tháng 10 năm 2016 | 306         | 0.45                       |
| On a salvage mission to an old Clone Wars battlefield led by Captain Rex, the Ghost crew is captured by a unit of old battle droids. Their commander, a Super Tactical Droid, managed to avoid the armywide shutdown command and wants to pit his forces against Rex and the Jedi in order to conclude whether the Separatist or Republic forces are superior once and for all. As Rex, Ezra, and Kanan battle the droids, Chopper manages to sneak away and send a distress signal to Hera and Sabine. However, the Empire also receives the distress call and dispatches an assault force. Rex and the Jedi manage to reach the Super Tactical Droid, and Ezra points out to him that neither the Republic nor the Separatists won the Clone Wars, but were in fact both defeated by the Empire. Ezra also notes that since the Separatists were originally fighting to resist tyranny, the battle droids should naturally oppose the Empire. The Super Tactical Droid sees the logic in Ezra's words, and the Ghost crew and the droids work together to escape the Imperial assault force in a pair of old shuttles. Calculating that the Rebellion has less than 1% chance of succeeding against the Empire, the Super Tactical Droid amicably parts ways with the Rebels. Rex congratulates Ezra for doing what no Senator, Clone, or Jedi ever could: convincing clones and battle droids to set aside their differences. Note: This episode pays homage to its predecessor Star Wars: The Clone Wars as the title logo is stylized after its predecessor and the closing credits theme is the same one from The Clone Wars. |                    |                                                                  |                        |                                   |                      |             |                            |
| 44 | 7                  | "Siêu chỉ huy của Đế Chế (Imperial Supercommandos)"              | Steward Lee            | Christopher Yost                  | 5 tháng 11 năm 2016  | 307         | 0.55                       |
| Sabine continues to try to convince Fenn Rau to have his Protectors formally join the Rebellion, but Fenn remains staunchly loyal to Mandalore. When contact with the Protectors is lost, Sabine, Ezra, and Chopper are sent with Fenn to investigate. However, when they arrive, they find the Protectors base completely destroyed. After they destroy an Imperial probe droid, a squad of Imperial Mandalorians led by Gar Saxon arrive to investigate. Ezra and Chopper are captured while Sabine and Fenn manage to escape. While spying on Gar, Fenn realizes that the Empire intended to destroy him and the Protectors all along, and he decides to join forces with Sabine. Sabine rescues Ezra and Chopper, but Fenn seemingly betrays them when he takes their shuttle and escapes without them. Gar explains how Sabine's defection to the Rebellion caused disgrace to her family, who have now pledged their allegiance to the Empire. Sabine, Ezra, and Chopper try to flee from Gar and his men, and are assisted by Fenn who helps them escape, but not before Sabine defeats Gar in hand to hand combat. Fenn, impressed by Sabine's loyalty to the Rebellion and her friends, decides to officially join the Rebellion. |                    |                                                                  |                        |                                   |                      |             |                            |
| 45 | 8                  | "Phi đội Sắt (Iron Squadron)"                                    | Saul Ruiz              | Matt Michnovetz                   | 19 tháng 11 năm 2016 | 308         | 0.41                       |
| Tàu "Bóng ma" gặp một phi đội gồm ba thành viên phe Nổi dậy trẻ tuổi: Mart, Jin và Terez trên hành tinh Mykapo. Nhóm "Bóng ma" sau đó giúp phi đội Sắt thoát khỏi vòng vây của Đại đô đốc Thrawn. Mart cũng quay trở về căn cứ và gặp lại người chú của mình, chính là chỉ huy Sato. |                    |                                                                  |                        |                                   |                      |             |                            |
| 46 | 9                  | "Công việc Wynkahthu (The Wynkahthu Job)"                        | Mel Zwyer              | Gary Whitta                       | 26 tháng 11 năm 2016 | 309         | 0.44                       |
| Hondo lại mời nhóm Bóng ma tham gia vào nhiệm vụ đánh cắp hàng hóa tại hành tinh Wynkahthu |                    |                                                                  |                        |                                   |                      |             |                            |
| 47 | 10                 | "Người thâm nhập (An Inside Man)"                                | Steward Lee            | Nicole Dubuc                      | 3 tháng 12 năm 2016  | 311         | 0.36                       |
| Ezra và Kanan quay lại Lothal gặp Ryder Azadi và vợ chồng nông dân Sumar, sau đó họ làm nhiệm vụ mật thám nhà máy của Đế chế tại đây, tuy nhiên Thrawn đã phát hiện ra và cô lập họ. Họ đã gặp và nhận được sự trợ giúp của đặc vụ Kallus - người được hé lộ chính là mật danh Fulcrum, mặc dù họ chưa tin tưởng vào Kallus. |                    |                                                                  |                        |                                   |                      |             |                            |
| 48 | 11                 | "Ảo ảnh và giộng nói (Visions and Voices)"                       | Bosco Ng               | Brent Friedman                    | 10 tháng 12 năm 2016 | 310         | 0.43                       |
| Maul dẫn Ezra về hành tinh Dathomir để làm nghi lễ cầu hồn tại đây, nhắm để biết được tung tích của bậc thầy Jedi Obi-Wan Kenobi. Trong nhiệm vụ đi tìm Ezra, Sabine và Kanan bị những linh hồn xấu xa Nightsisters nhập vào và Ezra phải giải cứu họ. |                    |                                                                  |                        |                                   |                      |             |                            |
| 49 | 12                 | "Những hồn ma của Geonosis: Phần 1 (Ghosts of Geonosis: Part 1)" | Saul Ruiz              | Dave Filoni & Steven Melching     | 7 tháng 1 năm 2017   | 312         | 0.56                       |
| Nhóm Bóng ma đến hành tinh Geonosis điều tra về sự mất tích của lãnh tụ phe Nổi dậy Saw Gerrera. Nhóm đã gặp được Saw và Klik-Klak, là một sinh vật bản địa ở đây đã biết một thông tin quan trọng về Đế chế. |                    |                                                                  |                        |                                   |                      |             |                            |
| 50 | 13                 | "Những hồn ma của Geonosis: Phần 2 (Ghosts of Geonosis: Part 2)" | Mel Zwyer              | Dave Filoni & Matthew Michnovetz  | 7 tháng 1 năm 2017   | 313         | 0.57                       |
| Một tàu tuần tra của Đế chế, dưới sự chỉ huy của nữ thuyền trưởng Brunson đã phát hiện ra nhiệm vụ bí mật của Nhóm Bóng ma trên Geonosis. Saw, Klik-Klak cùng với nhóm Bóng ma phải chiến đấu để thoát khỏi hành tinh này. |                    |                                                                  |                        |                                   |                      |             |                            |
| 51 | 14                 | "Đầu đạn (Warhead)"                                              | Bosco Ng               | Gary Whitta                       | 14 tháng 1 năm 2017  | 314         | 0.37                       |
| Đô đốc Thrawn gửi droid gián điệp đến các hành tinh nghi ngờ là căn cứ phiến quân. Zeb, Chopper và AP-5 phải ngăn chặn con droid này trước khi nó báo vị trí về cho Đế chế hoặc làm cho cả căn cứ nổ tung. |                    |                                                                  |                        |                                   |                      |             |                            |
| 52 | 15                 | "Thử thách của thanh kiếm Bóng tối (Trials of the Darksaber)"    | Steward Lee            | Dave Filoni                       | 21 tháng 1 năm 2017  | 315         | 0.48                       |
| Sabine nhận cây kiếm bóng tối và luyện tập với Kanan. Sabine cũng bày tỏ những khó khăn của bản thân cô và gia đình khi kêu gọi người Mandalore chiến đấu. |                    |                                                                  |                        |                                   |                      |             |                            |
| 53 | 16                 | "Di sản của Mandalore (Legacy of Mandalore)"                     | Mel Zwyer              | Christopher Yost                  | 18 tháng 2 năm 2017  | 317         | 0.36                       |
| Sabine, Ezra, Kanan và Rau tới hành tinh Krownest trong khu vực Mandalore để nói thẳng với gia đình của Sabine. Nhưng, việc Sabine quay lại đay không được nồng hậu cho lắm, vì cô vẫn được coi là kẻ phản bội sau khi rời khỏi Đế chế. sau khi cô lấy ra thanh gươm bóng tối, mẹ của Sabine, Bá tước phu nhân Ursa, cho phép con gái mình vì lợi ích của một cuộc trò chuyện cá nhân, nhưng vẫn còn quá sợ hãi bởi sự trả thù của Đế chế chống lại người dân của mình, và chồng bà bị giữ làm con tin, và vì vậy bà quyết định bán đứng Ezra và Kannan để nộp cho Gar Saxon để đổi láy sự tự do của Sabine. Saxon, dù vậy, phản bội và đổ tội cho Gia tộc Wren vì dám chống lện của Đế chế. Gia tộc Wren và nhóm phiến quân chiến đấu với Đế chế, và cầm trên tay kiếm của Ezra, Sabine đấu kiếm với Saxon và thanh kiếm bóng tối. Sabine dành được chiến thắng, nhưng ngay sau đó Saxon định bắn cô sau lưng, nên Ursa đã giết chết hắn trước khi hắn bắn, và thay đổi thái độ của bà đối với con gái của mình. Thấy trước mối nguy hiểm cận kề khi Đế chế tới khi Thống đốc vùng Mandalore đã bị giết chết, Rau và Sabine quyết định ở lại hành tinh này, và cũng để Sabine tìm được một người xứng đáng sẽ lãnh đạo người Mandalore của cô đứng lên trong cuộc kháng chiến chống lại Đế chế. |                    |                                                                  |                        |                                   |                      |             |                            |
| 54 | 17                 | "Qua đôi mắt Đế Chế (Through Imperial Eyes)"                     | Saul Ruiz              | Nicole Dubuc & Henry Gilroy       | 25 tháng 2 năm 2017  | 316         | TBD                        |
| Thrawn lập kế hoạch để tìm ra danh tính thật của Fulcrum và căn cứ của phiến quân, trong khi Kallus giải thoát cho Ezra khỏi Đế chế. |                    |                                                                  |                        |                                   |                      |             |                            |
| 55 | 18                 | "Hàng hóa bí mật (Secret Cargo)"                                 | Bosco Ng               | Matt Michnovetz                   | 4 tháng 3 năm 2017   | 318         | TBD                        |
| Tàu "Hồn ma" đang chờ đợi các tàu của quân Nổi dậy khác đến giao nhiệm vụ hộ tống một "Hàng hoá bí mật", trong một khu phế liệu cũ của nền Cộng hoà. Họ đã bị phát hiện ra bởi một con droid gián điệp của Đế Chế, mặc dù đã bị họ tiêu diệt, con droid đã kịp phát tín hiệu về địa điểm của họ về cho Đế Chế. Các tàu quân Nổi dậy khác đến, và "Hàng hoá bí mật" được tiết lộ chính là bà Thượng nghị sĩ Mon Mothma, người đã nói lời phê bình Hoàng đế Palpatine. Hai chiếc tàu của Đế chế tấn công họ, nhưng Ezra gia nhập Phi đội Vàng của quân Nổi dậy, bắn đạn proton vào một trong hai con tàu và làm tê liệt nó, tạo cơ hội cho các tàu khác cùng với bà Mon Mothma trốn thoát. Ở trên Lothal, Đại đô đốc Thrawn lập kế hoạch phục kích, tấn công các tàu của quân Nổi dậy, trên đường đến một hệ tinh vân gần đó - Tinh vân Archeon và gửi hai chiếc tàu Diệt tinh hạm chỉ huy bởi Thống đốc Pryce và Đô đốc Konstantine cùng với phi đội chiến TIE giỏi nhất, hiện đại nhất đến tinh vân Archeon để bắt bà Mon Mothma và quân Nổi dậy. Khi phi đội TIE gồm 2 phi cơ chiến đấu TIE và 1 phi cơ phòng thủ TIE tối tân của Đế Chế rượt đuổi quân Nổi dậy đang hộ tống bà Mon Mothma bên trong tinh vân, Hera đã làm bốc cháy hai chiếc phi cơ chiến đấu TIE bằng cách nhử chúng vào gần các ngôi sao đang hình thành, nhưng chiếc phi cơ phòng thủ TIE còn lại đã tiêu diệt được gần hết phi đội Vàng, trừ Ezra và Thủ lĩnh Phi đội. Khi phi đội thoát ra khỏi tinh vân, họ bị mắc vào tia kéo của tàu Diệt tinh hạm của Thống đốc Pryce và Đô đốc Konstantine. Ezra và Thủ lĩnh Phi đội Vàng cuối cùng đã làm tê liệt được chiếc phi cơ phòng thủ TIE với đại bác ion, trốn thoát ra khỏi tinh vân Archeon, và bắn đạn proton xuyên vào lõi các ngôi sao trong tinh vân. Một vụ nổ xảy ra, làm cháy các con tàu Diệt tinh hạm và làm tắt chùm tia kéo, tạo cơ hội cho quân Nổi dậy cùng bà Mon Mothma trốn thoát qua siêu không gian. Tàu Hồn ma đưa bà Mon Mothma đến hành tinh Dantooine, ở đó bà kêu gọi các tổ chức quân nổi dậy hợp nhất thành Liên Minh Nổi dậy. Bà Mon Mothma, tàu "Hồn ma" và Phi đội Vàng nhìn thấy hàng loạt các tàu Nổi dậy khác từ khắp dải Ngân hà đến với họ qua siêu không gian để đáp lại lời kêu gọi... |                    |                                                                  |                        |                                   |                      |             |                            |
| 56 | 19                 | "Droid hai mang (Double Agent Droid)"                            | TBA                    | TBA                               | 11 tháng 3 năm 2017  | 319         | TBD                        |
| Chopper bị một nhóm kĩ thuật viên của Đế chế kiểm soát và đang cố thu dữ liệu mật của phe Nổi dậy khi nhóm của Ezra đến căn cứ Killun. |                    |                                                                  |                        |                                   |                      |             |                            |
| 57 | 20                 | "Song thái dương (Twin Suns)"                                    | TBA                    | TBA                               | 18 tháng 3 năm 2017  | 320         | TBD                        |
| Maul tìm được Obi-wan và Ezra phải ngăn cản điều đó. |                    |                                                                  |                        |                                   |                      |             |                            |
| 58–59 | 21–22              | "Không giờ (Zero Hour)"                                          | TBA                    | TBA                               | 25 tháng 3 năm 2017  | 321322      | TBD                        |
| Vào những giờ phút cuối cùng trong việc chuẩn bị cuộc tấn công vào nhà máy trên Lothal, địa điểm bí mật của quân Nổi dậy bị Thrawn phát hiện. Thrawn tấn công Atollon và quân Nổi dậy phải sẵn sàng chiến đấu. |                    |                                                                  |                        |                                   |                      |             |                            |

### Mùa 4 (2017)
| TT. tổng thể | TT. trong mùa phim | Tiêu đề                                                                         | Đạo diễn    | Biên kịch                      | Ngày phát hành gốc   | Mã sản xuất | Người xem tại U.S. (triệu) |
| --- | ------------------ | ------------------------------------------------------------------------------- | ----------- | ------------------------------ | -------------------- | ----------- | -------------------------- |
| 60 | 1                  | "Những người hùng của Mandalore, phần 1 (Heroes of Mandalore Part 1)"           | Steward Lee | Henry Gilroy & Steven Melching | 16 tháng 10 năm 2017 | 401         | TBD                        |
| Sabine, Kanan và Ezra dẫn dắt Tộc Wren tấn công một tiền đồn của Tộc Saxon để cứu cha của Sabine khỏi tay của Tộc Saxon và Đế Chế. Tiền đồn này thật ra là một cái bẫy để Đế Chế có thể bắt Sabine và quân Nổi dậy nhưng họ được cứu bởi Công nương Bo-Katan của Tộc Kryze. Bo-Katan đáng lẽ là người kế vị trị vì Mandalore sau khi chị của cô, Duchess Satine, bị giết, Sabine đưa cho cô thanh gươm Bóng tối nhưng Bo-Katan từ chối. Cha của Sabine bị chuyển đến thủ đô của Mandalore để hành quyết công khai, buộc họ phải giải cứu ông ngay trên tuyến đường vận chuyển. Họ tấn công xe chở tù binh và giải cứu thành công, Alrich Wren, là một họa sĩ và người cha đã khơi nguồn cho Sabine. Sabine nhận tin từ mẹ của cô trong khi Ursa và Tristan nhìn thấy vũ khí mới của Đế Chế, vũ khí mà Sabine nhận ra. Họ đến nơi và thấy rằng mọi chiến binh Mandalorian đã bị bay hơi. Sabine đau khổ khi biết rằng đó chính là thứ vũ khí mà cô tạo ra cho Đế Chế. |                    |                                                                                 |             |                                |                      |             |                            |
| 61 | 2                  | "Những anh hùng của Mandalore, phần 2 (Heroes of Mandalore Part 2)"             | Saul Ruiz   | Christopher Yost               | 16 tháng 10 năm 2017 | 402         | TBD                        |
| Sabine nhẹ nhóm khi biết rằng mẹ và anh cô chưa chết. Khi quân Đế Chế đến, Sabine và đồng minh được giải cứu bởi Tộc Kryze, trong lúc Bo-Katan và Ezra hủy diệt các chiến đấu cơ TIE đang truy đuổi. Tiber Saxon cho Thrawn chứng kiến sức mạnh hủy diệt của vũ khí mới — nó làm nóng kim loại trong áo giáp Mandalore từ đó nướng chín người mặc, nhưng không làm hại quân stormtrooper. Ở trại của Bo-Katan, người của cô ấy đối mặt với Sabine và đổ lỗi cho cô về vũ khí mang tên Duchess, đặt theo tên của chị gái Bo-Katan, Satine. Sabine thuyết phục Tộc Kryze gia nhập cuộc tấn công Diệt tinh chiến hạm của Saxon để hủy diệt vũ khí này. Trong cuộc tấn công, Sabine bị làm tê liệt bởi Saxon, hắn bắt cô phải tăng hiệu suất của cỗ máy. Sabine làm vậy nhưng thay đổi mục tiêu hướng vào quân stormtrooper. Sabine chém cỗ máy bằng thanh gươm và hủy diệt vũ khí đồng thời cả Diệt tinh chiến hạm. Ở trại của Tộc Kryze, Sabine trao cho Bo-Katan thanh gươm Bóng tối, và Bo-Katan trở thành thủ lĩnh thật sự của Mandalore. |                    |                                                                                 |             |                                |                      |             |                            |
| 62 | 3                  | "Trên danh nghĩa của phe Nổi dậy, phần 1 (In the Name of the Rebellion Part 1)" | Sergio Paez | Gary Whitta                    | 23 tháng 10 năm 2017 | 403         | TBD                        |
| Ezra, Kanan và Sabine trở về Yavin 4 để tập hợp với Liên minh Nổi dậy. Phi đội của Hera cũng vừa mới tới, bị tổn thương nặng nề do không lường được cuộc phục kích của quân Đế Chế, Bail Organa tin rằng đó là do một Tháp liên lạc mới của Đế Chế trên hành tinh Jalindi. Tối hôm đó, một con droid chiếu hình ảnh ba chiều của Saw Gerrera, ông ta khiển trách Mon Mothma vì sự nhụt chí trong cuộc chiến với Đế Chế, và Mothma giận dữ trả lời, từ chối cách làm bạo lực và cực đoan của nhóm nổi dậy do Saw dẫn dắt. Mothma cử nhóm Ghost tới trạm liên lạc và thu giữ tín hiệu của Đế Chế. Sabine vô tình chuyển kênh liên lạc của trạm tới một chiến hạm Đế Chế gần đó, buộc Ezra giả giọng một sĩ quan Đế Chế và không ngờ rằng ông ta lại ở trên con tàu đó, Brom Titus. Sabine liên lạc với Hera để đón họ do đã bị nhìn thấy. Trước khi cô ấy có thể đón Sabine và Ezra, một chiếc U-Wing điều khiển bởi Gerrera phóng tới, đón họ đi, và hủy diệt trạm cùng với chiến hạm. Hera lệnh cho Gerrera trả Ezra và Sabine, nhưng Saw điều khiển con tàu nhảy vào siêu không gian. |                    |                                                                                 |             |                                |                      |             |                            |
| 63 | 4                  | "Trên danh nghĩa của phe Nổi dậy, phần 2 (In the Name of the Rebellion Part 2)" | Bosco Ng    | Matt Michnovetz                | 23 tháng 10 năm 2017 | 404         | TBD                        |
| Gerrera thuyết phục Ezra và Sabine trợ giúp ông ta trong nỗ lực tìm kiếm một vũ khí bí mật mà Đế Chế đang xây dựng. Họ đổ bộ lên một con tàu chở hàng bí mật đã được Đế Chế cải trang thành tàu dân dụng, và tìm ra một toán tù binh từ Coruscant được chuyển đến Jedha vì một dự án bí mật. Gerrera chắc chắn đây là bằng chứng cho vũ khí của Đế Chế. Họ cũng tìm được một Tinh thể Kyber khổng lồ, và lên kế hoạch đưa nó và các tù binh ra khỏi đây. Chopper dẫn họ đến tàu thoát hiểm, nhưng bị chặn bởi Đế Chế. Khi kế hoạch không thể thực hiện, Gerrera bắn vào tinh thể làm nó không ổn định và phát nổ. Saw liên lạc với Two-Tubes đến đón ông, Ezra và Sabine được cứu bởi nhóm Ghost sau khi hủy diệt một Diệt tinh chiến hạm. Các tù nhân đồng ý gia nhập với quân Nổi Dậy và hướng tới Yavin IV. |                    |                                                                                 |             |                                |                      |             |                            |
| 64 | 5                  | "Chiếm đóng (The Occupation)"                                                   | Steward Lee | Christopher Yost               | 30 tháng 10 năm 2017 | 405         | TBD                        |
| Liên minh Nổi dậy được liên lạc bởi Ryder Azadi rằng Đế Chế đang chế tạo một phiên bản mới của mẫu chiến đấu cơ Tie Defender ở Lothal. Ezra và nhóm Ghost tình nguyện trở về Lothal, dùng Vizago để buôn lậu họ qua hành tinh và nhận ra rằng hành tinh này đang chết dần cùng với nhóm nổi dậy địa phương. Bị nhận dạng và đuổi sát nút, Ezra nhận ra người bạn cũ Jay Kell và tìm ra được Azadi, ông đưa họ đến nơi an toàn, nhưng thất vọng vì không có sự giúp đỡ của Hạm đội Liên Minh. |                    |                                                                                 |             |                                |                      |             |                            |
| 65 | 6                  | "Chuyến bay của chiến cơ Defender (Flight of the Defender)"                     | Saul Ruiz   | Dave Filoni & Steven Melching  | 30 tháng 10 năm 2017 | 406         | TBD                        |
| Nhóm Ghost thăm dò một sân bay của Đế Chế để tìm chiếc Defender mới. Sabine nghĩ ra ý tưởng lấy cắp lõi của chiến đấu cơ để gửi cho quân Nổi dậy từ đó có thể tìm ra điểm yếu của nó, nhưng không may rằng Thrawn cũng tới sân bay để chứng kiến lượt bay thử nghiệm này. Lo lắng, Sabine lấy trộm luôn cả chiếc chiến đấu cơ và đưa Ezra đến nơi an toàn, nhưng vì nó có gắn một thiết bị khẩn cấp điều khiển từ xa nên Ezra và Sabine bị rơi xuống bên những ngọn đồi của Lothal. trong khi giấu động cơ siêu không gian vào tảng đá và cố gắng trốn khỏi đội quân tìm kiếm của Đế Chế, Ezra nhìn thấy một con Sói Lothal màu trắng, một loài đã tuyệt chủng từ lâu. Nó cho Sabine ngủ và đưa cả hai người về với nhónm Nổi dậy, nhưng biến mất vào lúc cuối chỉ để lại lời nhắn "Dume". |                    |                                                                                 |             |                                |                      |             |                            |
| 66 | 7                  | "Kindred"                                                                       | Sergio Paez | Dave Filoni & Henry Gilroy     | 6 tháng 11 năm 2017  | TBA         | TBD                        |
| Ezra, Jai Kell and Zeb move to secure the TIE Defender's hyperdrive before the Imperial recovery team can find it, but Thrawn has already dispatched an additional helper for the search: Rukh, an assassin and unerringly accurate tracker. As Zeb takes the hyperdrive to safety, Ezra and Jai end up being chased by Rukh; they elude him with much difficulty, but a tracking beacon Rukh attached to their speeder leads Governor Pryce to the Ghost crew's hideout. While Hera and Chopper evacuate to Yavin with the stolen flight recorder, the rest of the rebels face the incoming Imperials to cover their retreat. Just before the two groups clash, the white Loth-Wolf reappears and leads them into a hidden tunnel complex imbued with the Force. Walking mysterious paths, the rebels inexplicably find themselves in a hidden settlement halfway across the planet which was visited in ancient times by the Jedi who erected the secret temple on Lothal, and discover that the Loth-Wolf is a messenger of the Force, here to tell them of a more sinister goal pursued by the Empire. |                    |                                                                                 |             |                                |                      |             |                            |
| 67 | 8                  | "Trưng dụng Crawler (Crawler Commandeers)"                                      | Bosco Ng    | Matt Michnovetz                | 6 tháng 11 năm 2017  | TBA         | TBD                        |
| After the Lothal rebels have taken shelter in the ancient settlement, they discover a Mining Guild ore crawler stripping Lothal's surface for raw materials passing by, and decide to hijack it to establish contact with Hera and the Yavin rebel base with its communicators. However, the crawler's captain manages to shut down the vehicle and raise the alarm, and as Sabine works to reactivate it, Kanan and Zeb discover a number of slaves in the hull, among them Vizago, who was sold to the Guild by the Empire. Working together, the rebels and the former slaves allay an incoming Imperial patrol investigating the distress call and prevent the captain from destroying the crawler. In the meantime, Hera, unwilling to wait any longer, inspires rebel command to conduct an immediate assault on the factory where the TIE Defender is being produced, and after communication is established, Ezra's team agrees to coordinate the impending assault from the planet's surface. |                    |                                                                                 |             |                                |                      |             |                            |
| 68 | 9                  | "Cuộc tấn công của quân Nổi Dậy (Rebel Assault)"                                | Steward Lee | Dave Filoni & Steven Melching  | 13 tháng 11 năm 2017 | TBA         | TBD                        |
| Hera and her assault team arrive at Lothal and begin to battle their way past the Imperial blockade, while the Ghost crew on the ground sabotage the anti-aircraft batteries to allow an unhindered attack on the TIE factory at Lothal's capital. However, with Thrawn coordinating the Imperial defenses, the Rebel attack force is annihilated, with only a few survivors - Hera, Chopper and pilot Mart Mattin - managing to reach the surface and regroup safely. As Hera's group attempts to slip out of the city under constant assailment by Rukh, Kanan returns to the capital to look for her, only to be stopped by the Loth-Wolf. Hera manages to open an escape route, but is captured by Rukh before she can use it. Mart and Chopper are then picked up by Kanan and brought to the rebels' hideout. |                    |                                                                                 |             |                                |                      |             |                            |
| 69 | 10                 | "Đêm Jedi (Jedi Night)"                                                         | Saul Ruiz   | Dave Filoni & Henry Gilroy     | 19 tháng 2 năm 2018  | 410         | TBD                        |
| Trong khi Hera đang bị bắt giữ và tra tấn bởi Pryce, Ezra, Kanan và Sabine lập ra một kế hoạch đột nhập và cứu Hera ra. Đại đô đốc Thrawn phải rời đến Coruscant để gặp mặt Hoàng đế, họ dùng dù lượn để xâm nhập cơ sở của Đế Chế, và trong khi Ezra và Sabine ăn trộm một chiếc máy bay dùng nó làm phương tiện chạy trốn, Kanan cứu Hera và lấy lại chiếc kalikori của cô. Họ cố gắng chạy thoát bằng dù lượn nhưng phải hạ cánh khẩn cấp ở thùng dự trữ nhiên liệu của thành phố Lothal. Ngay sau khi Ezra và Sabine tới đón hai người, Thống đốc Pryce cho hai chiếc Walker hủy diệt các thùng nhiên liệu, gây ra một vụ nổ lớn khiến Kanan phải hi sinh thân minh để cứu lấy bạn bè mình. |                    |                                                                                 |             |                                |                      |             |                            |
| 70 | 11                 | "DUME"                                                                          | Sergio Paez | Dave Filoni & Christopher Yost | 19 tháng 2 năm 2018  | 411         | TBD                        |
| Với sự hủy diệt của cơ sở dự trữ nhiên liệu và toàn bộ dự án sản xuất TIE Defender bị ngừng trệ, Pryce tổ chức một buổi diễu hành để che đậy lỗi lầm của mình, nhưng Thrawn không dễ bị đánh lừa. Trong khi Sabine và Zeb rời tới thành phố để phá hỏng buổi lễ, Ezra chìm vào tuyệt vọng cho tới khi đàn sói Loth thử thách và dẫn cậu đến một con sói Loth khổng lồ tên là Dume, nó chỉ dẫn cậu đến ngôi đền Jedi trên Lothal. Sabine và Zeb nhận ra rằng nhà máy TIE Defender đã bị hủy bỏ, họ đối đầu với Rukh và đánh cho hắn bất tỉnh, Sabine vẽ grafiti lên người hắn và gửi về thành phố, chứng minh rằng quân Nổi dậy chưa bỏ cuộc. Hera đánh bại được sự tuyệt vọng của mình và gắn thêm một mảnh Holocron của Kanan vào kalikori của cô để ghi nhớ anh. Sau khi tụ họp lại, Ezra dẫn họ đến đền Jedi trên Lothal để bảo vệ nó khỏi bàn tay Đế Chế. |                    |                                                                                 |             |                                |                      |             |                            |
| 71 | 12                 | "Sói và cánh cửa (Wolves and a Door)"                                           | Dave Filoni | Dave Filoni & Bosco Ng         | 26 tháng 2 năm 2018  | 412         | TBD                        |
| Dưới sự giúp đỡ của những con chó sói Lothal, Ezra, Hera, Sabine, Zeb và Chopper tiến đến Đền thờ Jedi, và nhận ra rằng đền đã bị chiếm đóng bởi tổ chức Khai khoáng của Đế chế, dẫn đầu bởi Thủ tướng Veris Hydan, cố vấn của Hoàng đế, người biết nhiều về những bí mật của đền thờ. Sau khi một bức tranh tường vẽ ba nhân vật Thần lực bí ẩn tại hành tinh Mortis bao gồm "Father", "Daughter", "Son" được phát hiện, Ezra dùng thần lực kích hoạt bức tranh, và được chỉ dẫn đến cánh cửa bí mật dẫn đến một thế giới khác. Tuy nhiên, dưới sự hóa trang thành lính của Đế chế, nhóm Bóng ma vẫn bị phát hiện và bị Đế chế chú ý. Ezra đã trốn thoát được qua cánh cửa bí mật trước khi bị bắt bởi Đế chế. |                    |                                                                                 |             |                                |                      |             |                            |
| 72 | 13                 | "Giữa các thế giới (A World Between Worlds)"                                    | Dave Filoni | Dave Filoni & Steward Lee      | 26 tháng 2 năm 2018  | 413         | TBD                        |
| Sabine bị bắt giữ và tra hỏi bởi Hydan, yêu cầu cô phải chỉ cách kích hoạt bức tranh tường lớn đã bị tắt sau khi Ezra tiến vào cửa. Cô cũng được biết rằng Hoàng đế độc ác Palpatine có ý định phá vỡ ranh giới giữa sự sống và cái chết qua thần lực để tiến hành bước cuối cùng và thống trị cả vũ trụ. Sau khi cô giải mã được cách đóng cánh cửa thì đã được Hera và Zeb cứu thoát. Trong lúc đó Ezra đến một thế giới khác, giữa không gian và thời gian đến khi anh được dẫn bởi một con chim Convor tới một cổng không gian khác. Cổng dẫn đến cảnh trận đấu kiếm định mệnh cuối cùng giữa Ahsoka Tano và Darth Vader trước đây tại đến thờ Sith Malachor. Sau khi đóng cửa đền Malachor để ngăn Ezra trong quá khứ, Ahsoka tiếp tục với Darth Vader và dùng kiếm làm nứt nền đất dưới chân hắn. Ezra hiện tại đã thấy được cảnh này và kéo Ahsoka qua cánh cổng không gian trước khi cô bị Vader kịp tiêu diệt cô. Vader sau đó rơi ra ngoài ở đền thờ Sith. Ahsoka gặp lại Ezra trong thế giới lạ. Ezra nhận ra rằng nếu anh có thể cứu Ahsoka thì cũng có thể cứu được Kanan khỏi cái chết trong vụ nổ ở tập trước. Anh định đến cánh cổng dẫn đến Kanan, nhưng trước khi anh thực hiện ý định cứu Kanan thì Ahsoka đã ngăn lại và giải thích rằng vì Kanan làm như vậy để cứu Ezra và mọi người. Nếu cứu Kanan quá khứ sẽ bị thay đổi và cả Ezra và Ahsoka sẽ chết. Nhưng rồi cánh cửa đền được mở ra và Hoàng đế độc ác đã tìm thấy không gian của đền rồi tấn công họ. Ezra và Ahsoka chia tay và hai người đến hai cánh cổng dẫn tới nơi trước khi họ đến (bên ngoài đền thờ tại Lothal và Malachor). Sau khi Ezra ra ngoài, dưới gợi ý của Sabine, Ezra niêm phong cánh cửa dẫn đến thế giới khác, nhưng điều đó cũng làm ngôi đền bị sụp đổ, Ezra và Sabine sau đó được Hera và Zeb đưa lên tàu và trốn thoát. Hydan bị chôn vùi trong ngôi đền sập và chết. Vài ngày sau, nhóm Bóng ma trở lại ngôi đền đã biến mất hoàn toàn, nhưng với những gì anh biết được trong chuyến đi tới chiều không gian khác, Ezra cuối cùng đã vượt qua sự tiếc nuối về cái chết của Kanan. Ezra từ biệt con sói Lothal "Dume" đang ở cạnh đó và rời đi. |                    |                                                                                 |             |                                |                      |             |                            |
| 73 | 14                 | "Hi vọng của kẻ ngốc (A Fool's Hope)"                                           | TBA         | TBA                            | 5 tháng 3 năm 2018   | TBA         | TBD                        |
| 74-75 (hết) | 15–16              | "Tái ngộ và từ biệt (Family Reunion and Farewell)"                              | TBA         | TBA                            | 5 tháng 3 năm 2018   | TBA         | TBD                        |